# موندورف
موندورف (به لوکزامبورگی: Munneref) یک شهرداری در استان رمیش کشور لوکزامبورگ است که ۱۳٫۶۶ کیلومترمربع مساحت دارد و جمعیت آن در سال ۲۰۰۹ میلادی ۴۵۶۴ نفر بوده‌است.